# Srce Isusovo
Srce Isusovo, često i Presveto Srce Isusovo (lat. Cor Jesu Sacratissimum), naziv je kršćanske pobožnosti prema Isusu i ujedno naziv blagdana. Presvetomu Srcu Isusovu u crkvenoj i kalendarskoj godini posvećen je mjesec lipanj (Lipanjska pobožnost). Slavi se zavšetkom Tijelovske osmine. Kod grkokatolika se ovaj blagdan naziva Srce Krista Čovjekoljubca.
»Gle ovo Srce koje je toliko ljubilo ljude« riječi su koje je Isus Krist povjerio na mističan način sv. Margareti Mariji Alacoque 1673., a nastavljaju se na riječi starozavjetnog proroka Zaharije »Gledat će na onoga koga su proboli« (Zah 12,10) kojima evanđelist Ivan završava svoj izvještaj o Isusovoj smrti na križu (Iv 19,37). Presveto Srce Isusovo je »zalog i znamen našeg vječnog spasenja, jer je ono Srce Boga, kao takvo puno dobrote i ljubavi, i to za sve ljude« (Alojzije Stepinac) te u Njemu »nalazimo tumačenje i otajstva utjelovljenja i otkupljenja«, stoga se Crkva »na tom Srcu mora trajno napajati kao na izvoru spasenja« (Franjo Kuharić). Prema papama Piu XI., Piu XII. i Ivanu Pavlu II., Srce Isusovo sinteza je cijeloga kršćanstva.
U kršćanskoj umjetnosti i ikonografiji često se prikazuje u obliku plamenog srca često probodena, krvarećeg, okružena trnovom krunom. Plamen predstavlja snagu Božje ljubavi koja preobražava, a čavli i trnje podsjećaju na Isusovu muku i smrt.
Brojne su katedrale (njih četrdesetak), župne crkve i kapele posvećene Presvetom Srcu Isusovu, ali i Sveučilište Svetog Srca u Connecticutu i Katoličko sveučilište Svetog Srca u Milanu. U Katoličkoj Crkvi, osim blagdana Presvetog Srca, iskazuje Mu se niz pobožnosti (devet prvih petaka, litanije, posvetne molitve, krunica).

## Biblijsko utemeljenje i značenje Srca
Srce se u Bibliji spominje 850 puta, kao pojam gotovo redovito vezan uz čovjeka. Pritom 25 puta govori o Božjem Srcu, 11 puta u pjesničkom smislu te po jednom o »srcu neba« i »srcu biljke«. Manji dio toga biblijskog rječnika govori o srcu kao ljudskom organu, dok na većini mjesta u Bibliji ono označava čovjekovu nutrinu, središte čovjekova života. Srce je, prema Svetome Pismu, središte svih duhovnih radnji u čovjeku. Sveti papa Ivan Pavao II. u enciklici Redemptor Hominis navodi kako »Krist, otkupitelj svijeta, na jedinstven je i neponovljiv način prodro u misterij čovjeka, ušao mu u 'srce'. Misterij čovjeka doista se rasvjetljuje jedino u misteriju utjelovljene Riječi.« Srce je »intima božanskog i ljudskog odnosa, sjedinjenja i ljubavi«: more, svemir i sve raslinstvo govore o Bogu (usp. Dn 3, 63, 76, 78, 80), no jedino Bog sam uspostavlja odnos s čovjekom objavljujući mu se u njegovu srcu.
U jednomu satu srce otkuca više od četiri tisuće puta, dnevno i do stotinu tisuća. Srce iz lijeve klijetke u aortu po minuti izbaci pet litara krvi odnosno u trinaest sekundi raznese po tijelu svu krv. U danu to iznosi više od 7000 litara, a u prosječnomu životnom vijeku od 70 godina oko 183 milijuna litara krvi. Starozavjetni tekstovi potvrđuju da su Židovi itekako bili svjesni važnosti srca, a posebice rebra i prsnoga koša koji ga obavijaju. To se i jasno očituje u Knjizi postanka, u stvaranju čovjeka (Eva nastaje iz Adamova rebra, njegova najvažnijeg »organa« tj. iz samoga njegova srca, iz njegove vlastitosti). Stoga katoličanstvo, nadograđujući starozavjetnu predaju, riječju »srce« ne označava samo ljudski organ, već i različita duševna stanja: od radosti i ushita do straha i tjeskobe. Srce, dakle, označava čitava čovjeka, ono je »znak i potpun simbol čovjekove cjeline, duše i tijela«. Čovjek je stvoren na Božju sliku, a kako je Bog ljubav (1 Iv 4,16), tako je i čovjek ljubav, čovjek je »toliko slika Božja da se sam Sin Božji utjelovljenjem 'obukao' u čovjeka«. Srce je središte unutarnjega »ja« osobe (1 Pt 3,4), nutarnjega čovjeka (1 Sam 16,7) s osjećajima poput srčanosti (2 Ljet 17,6), radosti (Pnz 28,47; Job 29,13), naklonosti (2 Sam 15,13; Ezr, 6,22), brige (1 Sam 9,20), boli (Iz 10,7; Jr 23,20), namjere i htijenja (1 Ljet 22,19; Iz 10,7; Jr 23,20). Božji je Savez upisan u čovjekovu srcu (Jr 31,33) i ono budi čežnju za Bogom (Ps 42,5). Bog čovjeka sudi i iskušava u njegovu srcu (1 Ljet 29,17; Jr 11,20), baš zato što je ono središte njegove duhovnosti i transcendentnosti.
Novi zavjet također govori o srcu radosti (Iv 16,22; Dj 2,26), ljubavi (Fil 1,7), čežnji (Lk 24,32; Rim 10,1), ali i tjeskobe (Iv 14,1), boli (Iv 16,6; Rim 9,2; 2 Kor 2,4) i požude (Mt 5,28; Rim 1,24; Jak 3,14). Već u srcu, a ne tek po djelu, čini čovjek dobro ili zlo (Mt 15,18). Božji se zakon može (Rim 2,15; 2 Kor 3,2) u vjeri prihvatiti ili u sumnji, okorjelosti srca odbaciti (Mt 13,15; Rim 1,21). Ljubav dolazi iz čista srca (Dj 15,9), od Boga ojačana (1 Sol 3,13). Tako i psalmist (Ps 51,12) pjeva: »Čisto srce stvori mi, Bože, i duh postojan obnovi u meni!.« Bog može otvoriti ljudsko srce za svoju blagovijest (Lk 24,45; DJ 16,14) i dovesti do spoznaje svoje slave (2 Kor 4,6). Božji duh ispunja srce (Rim 5,5; 2 Kor 1,22), darujući mu mir (Fil 4,7).

## Crkvene smjernice
Direktorij o pučkoj pobožnosti i liturgiji o pobožnosti Presvetomu Srcu iznosi:
»166. Na petak poslije druge nedjelje po Duhovima Crkva slavi svetkovinu Presvetoga Srca Isusova. Osim liturgijskoga slavlja, mnoštvo drugih izražaja pobožnosti imaju za predmet Kristovo Srce. Nema dvojbe daje pobožnost Spasiteljevu Srcu bila i jest jedna od najraširenijih i najomiljenijih izražaja crkvene pobožnosti. Shvaćen u svjetlu božanskoga Pisma, izraz „Srce Isusovo“ označuje samo Kristovo otajstvo, cjelokupnost njegova bića, njegove osobe, razmatrane u svojoj najintimnijoj i bitnoj jezgri: Božji Sin, nestvorena mudrost; beskrajna ljubav, počelo spasenja i posvećenja za čitavo čovječanstvo. „Srce Isusovo“ je Krist, utjelovljena i spasiteljska Riječ koja je, po sebi, nutarnje – s beskrajnom božansko-ljudskom ljubavlju – u Duhu protegnuta prema Ocu i prema ljudima, svojoj braći i sestrama. «
»167. Kao što su često podsjećali rimski pape, pobožnost Srcu Isusovu ima čvrst temelj u Svetome pismu. Isus, koji je jedno s Ocem (Iv 10,30), poziva svoje učenike na življenje u prisnome zajedništvu s njim, na usvajanje njegove osobe i njegove riječi kao pravila ponašanja, a sebe samoga objavljuje kao učitelja „krotka i ponizna srca“ (Mt 11,29). Može se na stanovit način reći daje pobožnost Srcu Isusovu prijevod u bogoštovne okvire onoga pogleda, koji će prema proročkoj i evanđeoskoj riječi, svi kršćanski naraštaji usmjeriti prema onome koji je proboden (usp. Iv 19,37; Zah 12,10), tj. prema Kristovu boku probodenu kopljem iz kojega je potekla krv i voda (usp. Iv 19, 34), simbol „čudesna otajstva cijele Crkve“. Ivanovski tekst, koji pripovijeda o pokazivanju Kristovih ruku i njegova boka učenicima (usp. Iv 20,20) i poziv koji Isus upućuje svetomu Tomi da pruži svoju ruku i daju stavi u njegov bok (usp. Iv 20, 27) također je imao znatan utjecaj u nastanku i u razvoju crkvene pobožnosti prema Presvetome Srcu.«
»168. Ti i drugi tekstovi koji predstavljaju Krista kao vazmenoga Jaganjca – pobjedonosna, premda žrtvovana (usp. Otk 5,6) – bili su predmetom trajna razmatranja svetih Otaca, koji su otkrili njihova doktrinarna bogatstva i ponekad vjernike pozivali da prodru u otajstvo Krista kroz otvorena vrata njegova boka. Ovako piše sveti Augustin: „Ulaz je pristupačan: Krist je vrata. I za tebe se otvorio kada je njegov bok otvorilo koplje. Sjeti se stoje iz njega izašlo. Izaberi dakle gdje ti možeš ući. Iz boka Gospodina koji je visio i umirao na križu provrela je krv i voda kada je bio proboden kopljem. U vodi je tvoje pročišćenje, u krvi tvoje otkupljenje.“ «
»169. Srednji je vijek bio posebno plodno razdoblje za razvoj štovanja Spasiteljeva Srca. Ljudi izvrsni po svojoj svetosti i nauku, kao što su sveti Bernard (+1153.), sveti Bonavetura (+1274.) te mistici, kao što su sveta Lutgarda (+1264.), sveta Matilda iz Magdeburga (+1282.), svete sestre Matilda (+1299.) i Gertruda (+1302.) iz samostana u Helfti, Ludolf Saski (+1378.), sveta Katarina Sijenska (+1380.), produbile su otajstvo Srca Isusova u kojemu su vidjele „utočište“ gdje se obnavlja snaga, sjedište milosrđa, mjesto za susret s njim, izvor beskrajne Gospodinove ljubavi, vrelo iz kojega provire voda Duha, istinska obećana zemlja i pravi raj. «
»170. U novome dobu štovanje Spasiteljeva Srca imalo je nov razvoj. U vremenu u kojemu je jansenizam propovijedao strogost božanske pravde, štovanje Srca Isusova bilo je djelotvoran lijek da se u vjernicima pobudi ljubav prema Gospodinu i pouzdanje u njegovo beskonačno milosrđe, kojega je Srce zalog i simbol. Sv. Franjo Saleški (+1622.), koji je za životno pravilo i pravilo apostolata usvojio temeljni stav Srca Isusova, tj. poniznost, blagost (usp. Mt 11,29), nježnu i milosrdnu ljubav; sv. Margarita Marija Alacoque (+1690.), kojoj je Gospodin opetovano pokazivao bogatstva svoga Srca; sv. Ivan Eudes (t 1680.), promicatelj liturgijskoga štovanja Presvetoga Srca; sv. Klaudije la Colombiere (+1682.), sv. Ivan Bosko (+1888.) i drugi sveci i svetice bili su izvrsni apostoli štovanja Presvetoga Srca. «
»171. Postoje brojni oblici štovanja Spasiteljeva Srca. Neki su izričito odobreni i često preporučivani od Apostolske Stolice. Između njih treba spomenuti: osobno posvećenje koje je, prema Piju XI., „među svim vježbama koje se odnose na štovanje Presvetoga Srca bez dvojbe glavno“; posveta obitelji pomoću koje obiteljska jezgra – već sudionica na otajstvu jedinstva i ljubavi između Krista i Crkve snagom sakramenta ženidbe – biva posvećena Gospodinu, kako bi on vladao u srcima svakoga od njezinih članova; Litanije Presvetoga Srca Isusova, odobrene 1891. za cijelu Crkvu, sa sadržajem koji je izrazito biblijski i obogaćen oprostima; čin zadovoljštine, obrazac molitve kojom vjernik – spominjući se beskrajne Kristove dobrote – moli milosrđe i daje zadovoljštinu za uvrjede koje su na razne načine nanesene njegovu Preslatkome Srcu; obdržavanje devet prvih petaka u mjesecu, koje potječe od „velikoga obećanja“, što gaje Isus dao svetoj Margareti Mariji Alacoque. U vrijeme kada je sakramentalna pričest među vjernicima bila veoma rijetka, obdržavanje devet prvih petaka u mjesecu znatno je pridonijelo oživljavanju pristupanja sakramentima pokore i euharistije. Pobožnost prvih petaka u mjesecu u naše vrijeme – ako se vrši na pastoralno ispravan način – može donijeti nedvojbene duhovne plodove. Ipak, potrebno je da vjernici budu prikladno poučeni o činjenici da se u tome prakticiranju ne smije polagati pouzdanje koje odiše ispraznim vjerovanjem, koje s ciljem spasenja, dokida nedokidive zahtjeve djelatne vjere i obveze da se živi životom sukladnim Evanđelju. Vjernici trebaju biti poučeni o apsolutno prevladavajućoj vrijednosti nedjelje, „praizvornoga blagdana“, koji se treba odlikovati punim sudjelovanjem vjernika u euharistijskome slavlju.«
»172. Pobožnost prema Presvetome Srcu predstavlja veliki povijesni izražaj pobožnosti Crkve prema Isusu Kristu, svome Zaručniku i Gospodinu. Ona zahtijeva temeljni stav koji se sastoji od obraćenja i zadovoljštine, ljubavi i zahvalnosti, apostolske zauzetosti i posvete prema Kristu i njegovu spasenjskome djelu. Zbog toga ju Apostolska stolica i biskupi preporučuju, promiču njezino obnavljanje: u jezičnim i ikongrafskim izražajima; u posvješćivanju njezinih biblijskih korijena i njezine povezanosti s najvećim istinama vjere; u potvrdi primata ljubavi prema Bogu i bližnjemu, kao bitnu sadržaju te pobožnosti.«
»173. Pučka pobožnost teži poistovjetiti pobožnost s njezinim ikongrafskim prikazom. To je redovita činjenica koja, bez dvojbe, ima pozitivnih vidika, ali može dati prostora i nekim neprimjerenostima. Ikonografski tip koji više ne odgovara ukusu vjernika može voditi k manjemu poštovanju predmeta štovanja, neovisno od njegova teološkog temelja i od povijesno-spasenjskih sadržaja. Tako se dogodilo s štovanjem Presvetoga Srca: neke nevrijedne reprodukcije, ponekad slatkaste, neprikladne da bi izrazile snažan teološki sadržaj, ne omogućuju pristup vjernika otajstvu Spasiteljeva Srca. U našemu se vremenu blagonaklono gleda na usmjerenost prikazivanja Presvetoga Srca u povezanosti s trenutkom Razapinjanja, u kojemu se očituje najviši stupanj Kristove ljubavi. Presveto Srce jest raspeti Krist, s kopljem otvorenim bokom, iz kojega proviru krv i voda (Iv 19,34). «

## Povijest
Pobožnost Presvetom Srcu Isusovu nalazimo kod srednjovjekovnih mistika i crkvenih naučitelja, kao što su Julijana iz Norwicha, Franciska Rimska, sv. Bonaventura, sv. Franjo Asiški, sv. Matilda, sv. Gertruda Velika, sv. Albert Veliki, Toma Akvinski, sv. Anzelmo, sv. Bernard. U 16. st. njegovali su je kartuzijanci i kasnije isusovci. Sv. Ivan Eudes u 17. stoljeću dao joj je teološki temelj.
Sveti Bonaventura piše o mistici Srca Isusovog: "Nakon što smo dospjeli do najslađeg Srca Isusova, i videći kako je dobro za nas da u njemu boravimo, nemojmo se spremno od njega odvajati. Kako dobro, kako slatko je boraviti u Tvojemu Srcu, dobri Isuse! Veliko je blago tvoje Srce! Dragocjeni biser je tvoje Srce. O dobri Isuse, pronašli smo taj Biser nakon što je polje koje je Tvoje tijelo bilo otvoreno. Tko bi odbio taj Biser? Rado ću napustiti sve drugo, sve moje misli i sva svoja djela i sjediniti ću se s tim Biserom... Tko ne bi volio to ranjeno srce? Tko ne bi zauzvrat ljubio Njega, koji voli tako mnogo."

### Viđenja sv. Marije Margarete Alacoque
Poticaj za uvođenje blagdana Srca Isusova, došao je iz francuskog grada Paray le Moniala nakon ukazanja Srca Isusova sv. Mariji Margareti Alacoque 1675. godine. Sv. Margareta Marija imala je od 1673. do 1675. nekoliko viđenja Srca Isusova. Prema Alacoqueinom svjedočenju, prva objava dogodila se 27. prosinca 1673., na blagdan sv. Ivana evanđelista, a tom prigodom Krist joj je objavio:
»I tada mi reče: Moje božansko Srce tako žarko voli sve ljude, a posebno tebe da nije moglo više zadržati u sebi oganj svoje žarke ljubavi. Ti ga moraš proširiti i objaviti ljudima da bi se obogatili tim dragocjenim blagom što ti ga otkrivam. Taj oganj u sebi nosi posvetnu milost i spasenjsku milost, koje su potrebne da ljude očuvaju od ponora propasti.«

Objavu Srca Isusova sv. Margareta Marija opisala je:
»To presveto Srce pokazalo mi se kao sunce, koje je blistalo sjajnom svjetlošću poput prozirnih kristala. U tom je vanjskom sjaju Srce Isusovo bilo okrunjeno krunom koja simbolizira rane što mu ih zadajemo svojim grijesima. Nad Srcem se nalazio križ koji je ondje od prvih časova njegova utjelovljenja, a to znači od časa kada je bilo oblikovano i presveto Srce.«
U jednom od posljednjih koje se obično naziva »veliko ukazanje« ili »velika objava«, 16. lipnja 1675., u Tijelovskoj osmini, Isus daje nalog za uvođenje blagdana Srca Isusova: »Stoga od tebe tražim da prvi petak nakon tijelovske osmine bude posvećen naročitom blagdanu u čast moga Srca, da mu se na taj dan učini časna naknada i prošnja naknadnom pričešću kako bi se naknadilo za sve nedostatke poštovanja dok je moje Tijelo u Euharistiji bilo izloženo na oltarima.« Na svršetku poruke Isus obećaje nagradu svima onima koji budu svetkovali blagdan njegova Srca: »Obećajem ti da će se moje Srce raširiti da obilno izlije bujice svoje božanske ljubavi na sve one koji mu budu iskazali tu čast, i koji će nastojati da je i drugi iskazuju.«

### Crkvena potvrda
Tek 1765. godine papa Klement XIII. dopustio slaviti blagdan Srca Isusova i to samo za one koji su izričito tražili. Bili su to poljski biskupi onoga vremena i rimska Nadbratovština Srca Isusova. Ubrzo su blagdan prihvatili redovnice Reda Pohođenja kojemu je pripadala sv. Margareta, cijeli Rim, potom biskupi i kraljica francuskog naroda, poglavari i članovi Družbe Isusove i tako se za kratko vrijeme proširio gotovo cijelom Crkvom.
Nakon što je slavljenje blagdana Srca Isusova brzo prošireno po mnogim biskupijama svijeta i velikih duhovnih plodova koje je donijelo, papa Pio IX. je 1856. g. posebnim dekretom odredio da se blagdan službeno slavi u cijeloj Katoličkoj Crkvi, osobito s obzirom na potrebu zadovoljštine za grijehe. Misa i oficij odobreni su 1765. a općevažeći su postali 1856. Papa Leon XIII. objavljujući 1899. encikliku Annum Sacrum (Svetu godinu) posvećuje 11. lipnja 1899. cijeli svijet Srcu Isusovu.
Jules Chevalier, utemeljitelj Misionara Presvetoga Srca Isusova je sebe i svoje djelo uvijek povjeravao Majci Božjoj. Majku Božju je štovao pod imenom Notre Dame du Sacre–Coeur (Majka Srca Isusova), a sam Isus je prvi misionar toga Srca, jer nam je prvo objavio Božju ljubav prema ljudima.
Pio XI. objelodanjuje 1928. encikliku Miserentissimus Redemptor (Premilosrdni Otkupitelj), a papa Pio XII. 1956. Haurietis aquas (Zahvatit ćete vode), na koju je tri godine kasnije u Rimu tiskano oko 1400 stranica teološko-pastoralnih komentara pod nazivom Cor Jesu (Srce Isusovo). Pavao VI. piše apostolsko pismo Investigabiles Divitas (Neistraživo bogatstvo), Ivan Pavao II. encikliku Redemptor Hominis (Otkupitelj čovjeka), a o 50. godišnjici enciklike Haurietis aquas i 150. obljetnici uvođenja blagdana Srca Isusova papa Benedikt XVI. upućuje pismo generalu Družbe Isusove te se o Srcu Isusovu spominje u enciklici Deus caritas est (Bog je ljubav) i pobudnici Euharistia - Sacramentum caritatis  (Euharistija - sakrament ljubavi).

### Pape o Srcu Isusovu
- Pobožnost Srcu Isusovu jest najsigurnija i najkorisnija duhovnost. (Leon XIII.)
- To je sinteza cijeloga kršćanstva. (Pio XI.)
- Štovanje Srca Isusova jest najcjelovitija ispovijest kršćanske vjere. (Pio XII.)
- Srce Isusovo jest uzvišeni oblik one prave pobožnosti, koja se traži za naše vrijeme. (Pavao VI.)
- U Presvetom Srcu Isusovu nalazimo sintezu svih otajstava naše vjere. (Ivan Pavao II.)

## Pobožnost
Blagdan Presvetog Srca Isusova slavi se u petak nakon blagdana Tijelova i stoga je lipanj mjesec posvećen Presvetom Srcu Isusovom. Srce je postalo simbolom uzvišene Kristove ljubavi uglavnom u europskoj civilizaciji, dok se u Bibliji srce više smatra sjedištem znanja negoli ljubavi. S pobožnosti Presvetom Srcu Isusovu povezana je i pobožnost Bezgrješnom Srcu Marijinu. Pobožnost Presvetom Srcu Isusovu još za srednjeg vijeka proširio je niz mistika, posebno sv. Gertruda Velika. Najpoznatiji oblik pobožnosti, uz litanije i posvetnu molitvu jest pobožnost devet prvih petaka, a koja se odnosi na pohađanje bogoslužja i primanje svete pričesti prvih petaka devet mjeseci zaredom. Bl. Marija od Presvetog Srca (pravim imenom Constance Bernaud, 1825. – 1903.), redovnica Reda pohođenja ustanovljuje 1862. počasnu stražu, koja je izrasla u Kongregaciju kćeri Srca Isusova, a koja Crkvenu potvrdu dobiva 1892.
Središnje svetište u Hrvatskoj bazilika je Srca Isusova u Zagrebu, kojom upravljaju isusovci. Oni također izdaju i Glasnik Srca Isusova i Marijina koji je namijenjen promicanju pobožnosti Srcu Isusovu, a koji je pokrenuo vrhbosanski nadbiskup Josip Stadler. Stadler je, uz to, cijelu Vrhbosansku nadbiskupiju i njezine crkve i župe posvetio Presvetom Srcu. Stolna crkva  još je od blagoslova i otvorenja 1889. posvećena Presvetom Srcu, baš kao i skopska katedrala i njezina konkatedrala u Bitoli.
Srcu Isusovu posvećenu su i katedrale u brazilskoj Petrolini, Kini (Guangzhou i Xuzhouu), Indiji (New Delhi i desetak gradova), Istočnom Timoru, Latviji, tri katedrale u Kanadi, dvije u Maleziji, Mijanmaru, meksičkom Ecatepecu, pakistanskom Lahoreu, Vijetnamu,Yokohami, dvadesetak katedrala u Sjedinjenim Državama, katedrale u nekim afričkim glavnim gradovima (Bamako, Brazzaville, Freetown, Lomé, Harare), alžirskom Algeru i Oranu, čadskom Moundouu, marokanskoj Casablanci te južnoafričkim sjedištima Bloemfonteinu i Pretoriji, kao i katedrale u australskoj Victoriji, Fidžima, Kiribatima, Vanuatuu te Wellingtonu. Glasovita je Bazilika Sacré-Cœur u Parizu na brdu Montmartreu.
Posveta, osobna ili skupna, također je vid pobožnosti Presvetomu Srcu Isusovu. Čin posvete vrši se znakom križa molitvom posvete, koja je često upućena i na određenu moliteljevu nakanu. Osobnoj, obiteljskoj ili župnoj posveti pridonosi se i molitvom devetnice, krunice, postom i razmatranjem Božje Riječi. Posveta je i ujedno i blagoslov molitelja, bilo pojedinca bilo skupine ljudi. U tom smislu vrše se i zajedničke, skupne posvete u obiteljima, molitvenim zajednicama i župama. U lipnju 1900. izvršena je i javna posveta hrvatske mladeži Srcu Isusovu, koja je obnovljena 3. lipnja 1910. Na njoj su sudjelovali članovi HKAD Domagoj, „školska naša mladež svih pučkih i srednjih zagrebačkih škola” (kako je o događaju pisao tjednik Hrvatska), odjelni predstojnik za bogoštovlje i nastavu Milan Amruš, a svečanu pontifikalnu misu predvodio je apostolski protonotar Matija Seigerschmied. Tom je prigodom zagrebački kanonik Gustav Baron u ime hrvatske mladeži uputio pismo papi Piu X.
Skupina američkih katolika okupljena u inicijativu „Three Hearts Billboards” svakoga lipnja diljem SAD-a financira postavljanje plakata (billboards) s prikazima Srca Isusova.
Posveta hrvatskog naroda Presvetom Srcu Isusovu je crkveno-nacionalni čin koji Hrvatska biskupska konferencija obnavlja 2025. godine u sklopu Jubilejske godine 2025.

## Umjetnost
Ranokršćanska umjetnost služila se u prikazima Krista simbolikom vinove loze (»Ja sam trs, a vi loze« Iv, 15), ribe, jaganjca (Agnus Dei), a preuzimajući sastavnice grčko-rimske umjetnosti slika Krista i kao boga sunca ili dobrog pastira. Promjenom mentaliteta tijekom povijesti mijenjala se i ikonografija, simbolika i motivika prikaza. Kostadinovskim preokretom kršćani slikaju Krista kao »Kralja nad kraljevima« i »Gospodara nad gospodarima« (grč. pantokrator - svevladar). Romanika nastoji osjećajno dotaknuti promatrača, pridati mu osjećaj uzvišenosti i poštovanja prema nebeskoj slavi Gospodinov veličanstva (Maestas Domini), prikazujući Boga kao dobrog, blagog, lijepog, u svjetlu duhovnosti koju pokreću Franjo Asiški, sv. Dominik i ini mistici. Gotička umjetnost u prikazima je dvojake poruke: posvećuje pozornost stvarnosti smrti i trpljenja, ali i izražava nadvremenski vid spasenja. U kasnom (visokom) srednjem vijeku umjetnici oživljavaju romaničku tradiciju. Naslikani Krist predstavljao je, poput sakramenta, vidljivi vid nevidljive stvarnosti. 
Renesansa, nošena zamislima kršćanskog humanizma, Krista prikazuje estetski, kao čovjeka iznimne ljepote i mladosti, utjelovljenja istinskog čovještva (humanum). U tome se ističu Albrecht Altdorfer, Andrea Mantegna, Matthias Grünewald, Masaccio, Michelangelo, Rafael. Barok u kristološku ikonografija unosi prodor mistike: prevladavaju slike Kristova preobraženja, uskrsnuća i uzašašća, prikazi Krista u nebeskoj slavi u jedinstvu s Presvetim Trojstvom, okružen zborovima anđela i arkanđela, »prijestoljima i gospodstvima i svom nebeskom vojskom«. Caravaggio i Rembrandt obrađuju Večeru u Emausu, a El Greco slika glasovito Uskrsnuće Kristovo. Među spomenutima se ističe i Rubens svojom obradom Kristova lika. Prosvjetiteljstvom se kristološki motiv u slikarstvu svodi na oslikavanje unutrašnjosti crkava i kapela, obično u raskošnom rokokou. 
Nakon protukršćanski nastrojene Francuske revolucije dolazi do obnove (restauratio) religiozne umjetnosti u 19. stoljeću, a time i slike Krista. Religiozne teme ponovno dobivaju na važnosti, osobito prikazi Kristovih čudesa, no dolazi i do razlaza između pojedinih umjetnika i crkvenog naučiteljstva, koje u svojim prikazima pojedini slikari odbacuju (Gauguin, Picasso) i slikaju imspresionistički i ekspresionistički te izostaje motivika Presvetog Srca, ali i prepoznatljiva kristološka simbolika općenito.
Slika Božjeg milosrđa prikazuje Isusa kako podiže desnu ruku na blagoslov, a lijevom rukom pokazuje na Presveto Srce iz kojeg proizlaze dvije zrake: jedna crvena i bijela, crvena za krv Isusovu (što je Život duša) i bijela za vodu (koja opravdava duše) (prema Dnevniku sv. Faustine).
- Zastava Francuza u Kanadi (u Quebecu) s motivom Presvetog Srca u upotrebi je bila do druge polovice 19. stoljeća.
- Suvremeni prikaz Srca Isusova.
- Prikaz Srca Isusova u crkvi sv. Gervaisa i Protaisa u Parizu, oko 1630.
- Zakrpa s motivom Presvetog Srca francuskih katoličkih rojalista.
- Značka Srca Isusova Ministarstva veterana SAD-a.
- Motiv Srca Isusova na čudesnoj medaljici.

## Vanjske poveznice
Ostali projekti
|  | Zajednički poslužitelj ima još gradiva o temi Srce Isusovo            |
|  | Wikizvor ima izvorni tekst Pismo pape Ivana Pavla II. o Srcu Isusovom |
|  | Wikicitati imaju zbirke citata o temi Srce Isusovo                    |

Mrežna mjesta
- Josip Marenić: Obiteljska posveta Presvetim Srcima Isusovu i Marijinu, Zagreb, 1996.  Arhivirana inačica izvorne stranice od 4. kolovoza 2016. (Wayback Machine)
- Glasnik Srca Isusova i Marijina, časopis za štovatelje Srca Isusova i Marijina
- Pobožnost Presvetom Srcu Isusovu, u: Miljenko Sušac (prir.): Ocu po Sinu u Duhu Svetome i Marijinom zagovoru : enciklopedijski priručnik pobožnosti Katoličke Crkve, Zagreb, 2016., str. 75-131